# بالانچ‌تاون
بالانچ‌تاون (به انگلیسی: Blanchetown) یک منطقهٔ مسکونی در استرالیا است که در استرالیای جنوبی واقع شده‌است.